# Arnoldy-Nunatak
Der Arnoldy-Nunatak ist ein 1450 m hoher Nunatak im westantarktischen Ellsworthland. Er ragt 1,5 km südlich des Mount Cahill in den Sky-Hi-Nunatakkern auf.
Das Advisory Committee on Antarctic Names benannte ihn nach dem US-amerikanischen Physiker Roger Lee Arnoldy (* 1935) von der University of New Hampshire, ab 1973 leitender Atmosphärenforscher des United States Antarctic Research Program auf der Siple-Station und der Amundsen-Scott-Südpolstation.